# Jens Rosendal
Jens Rosendal (født 17. maj 1932 i Thorshøj ved Sæby, død 30. december 2023) var en dansk højskolelærer, politiker og salmedigter. Som digter var hans betydeligste bidrag sangen Forelskelsessang (også kendt som Du kom med alt det der var dig) fra 1981, mens han som politiker markerede sig som formand for Dansk Samling 1998-2003.

## Biografi
Rosendal voksede op i et indremissionsk hjem i Vendsyssel og markerede sig i kristne kredse. Han var 1965-1988 lærer ved Løgumkloster Højskole og indtil 1995 ved Jaruplund Højskole i Sydslesvig. Han var redaktør for Højskolebladet.
Jens Rosendal bidrog med 13 sange i Højskolesangbogens 18. udgave og 10 sange i 19. udgave, blandt andet Du kom med alt det der var dig (1981) og to salmer i salmebogen, De dybeste lag i mit hjerte (28), Du, som ud af intet skabte (330).
Rosendal var i 1990 medstifter af Nødvendigt Forum, som især havde baggrund i jyske og fynske højskolekredse. Ligesom Vaclav Havels Borgerforum i Tjekkoslovakiet og tilsvarende fora i DDR skulle Nødvendigt Forum arbejde for folkestyre og derfor bekæmpe Maastricht-traktaten. Rosendal var 1998-2003 landsformand for Dansk Samling. Ved EU-parlamentsvalget 1994 var han kandidat for Folkebevægelsen mod EF-Unionen.
I 2004 kritiserede han Indre Missions modstand mod homoseksuelle i et debatindlæg i Kristeligt Dagblad, hvor han betonede, at han havde baggrund i et missionshjem, men selv var homoseksuel.
Jens Rosendal boede de sidste 50 år af sit liv nær stranden i Vesterende Ballum, hvor Anders Agger i 2020 interviewede ham.

## Hæder
Rosendal modtog i 2014 højskolekulturprisen Den Gyldne Grundtvig og i 2022 Dannebrogordenens Ridderkors.